# Emily Regan
Emily Regan, född 10 juni 1988 i Buffalo i New York, är en amerikansk roddare.
Regan blev olympisk guldmedaljör i åtta med styrman vid sommarspelen 2016 i Rio de Janeiro.